# Rivière Waconichi
Pour les articles homonymes, voir Waconichi.
La rivière Waconichi est un affluent du lac Mistassini, coulant à Eeyou Istchee Baie-James (municipalité), en Jamésie, dans la région a ministrative du Nord-du-Québec, dans la province de Québec, au Canada.
Le cours de la rivière coule entièrement dans le canton de O'Sullivan et dans la réserve faunique des Lacs-Albanel-Mistassini-et-Waconichi.
Le bassin versant de la rivière est accessible par la route 167 qui remonte vers le nord en longeant la rive sud-est du lac Waconichi et de la rivière du même nom.
La surface de la « rivière Waconichi » est habituellement gelée du début novembre à la mi-mai, toutefois la circulation sécuritaire sur la glace se fait généralement de la mi-novembre à la mi-avril.

## Géographie
Les principaux bassins versants voisins de la « rivière Waconichi » sont :
- côté Nord : lac Mistassini, rivière Rupert, lac Albanel ;
- côté Est : lac File Axe, rivière du Chef, rivière Ouasiemsca ;
- côté Sud : lac Waconichi, rivière Chibougamau, lac Chibougamau ;
- côté Ouest : lac Mistassini (baie Pénicouane), rivière Chibougamau, rivière Barlow (rivière Chibougamau), rivière Pipounichouane rivière Brock Nord.

La « rivière Waconichi » prend sa source à l'embouchure du lac Waconichi (longueur : 32,9 km ; altitude :386 m) dans le canton de O'Sullivan. Cette source est située à :
- 5,3 km au sud-est de l'embouchure de la rivière Waconichi (confluence avec le lac Mistassini (baie du Poste)) ;
- 99,3 km au sud-est de l'embouchure du lac Mistassini (confluence avec la rivière Rupert) ;
- 85,6 km au nord-est du centre du village de Chapais (Québec) ;
- 49,0 km au nord-est du centre-ville de Chibougamau ;
- 375 km à l'est de l'embouchure de la rivière Rupert.

À partir de sa source, la rivière Waconichi coule sur 6,2 km vers le nord, en traversant trois lacs formés par un élargissement de la rivière.
La rivière Waconichi se déverse au fond de la baie du Poste qui constitue une extension vers le sud du lac Mistassini. De là, le courant traverse le lac Mistassini sur 110 km vers le nord, puis l'ouest. Le courant traverse d'abord la baie du Poste et passe face au village de Mistissini (municipalité de village cri) avant de passer dans un détroit pour rejoindre la baie Abatagouche formé par la presqu'île Abagouche s'avançant sur 32,8 km vers le nord. Après avoir contourné cette presqu'île, le courant se dirige vers l'ouest en traversant le lac Mistassini sur sa largeur, puis traverse un archipel sur la rive Ouest, avant d'atteindre son embouchure. À partir de l'embouchure de ce dernier, le courant coule généralement vers l'ouest par la rivière Rupert, jusqu'à la rive est de la Baie James.
L'embouchure de la « rivière Waconichi » est située à :
- 36 km au nord d'une baie de la partie nord du lac Chibougamau ;
- 94,5 km au sud-est de l'embouchure du lac Mistassini ;
- 89,4 km au nord-est du centre du village de Chapais (Québec) ;
- 53,9 km au nord du centre-ville de Chibougamau.

## Toponymie
D'origine crie, cette hydronyme signifie : « la rivière de la montagne de la tripe de roche (polypode de Virginie) ».
Le toponyme « rivière Waconichi » a été officialisé le 10 juillet 1969 à la Commission de toponymie du Québec.